# Caesalpinia sessilifolia
Caesalpinia sessilifolia är en ärtväxtart som beskrevs av Sereno Watson. Caesalpinia sessilifolia ingår i släktet Caesalpinia och familjen ärtväxter. Inga underarter finns listade i Catalogue of Life.